# Lista de arruamentos do Sacramento (Lisboa)
- Beco da Ricarda
- Calçada do Carmo1
- Calçada do Duque1 2
- Calçada do Sacramento
- Escadinhas da Oliveira
- Escadinhas de João de Deus
- Largo da Trindade
- Largo do Carmo
- Largo do Chiado2 3
- Largo Rafael Bordalo Pinheiro
- Largo Trindade Coelho2
- Rua da Condessa
- Rua da Misericórdia2
- Rua de Oliveira ao Carmo
- Rua da Trindade
- Rua do Almirante Pessanha
- Rua do Carmo4
- Rua do Duque
- Rua Garrett3
- Rua Nova da Trindade
- Rua Primeiro de Dezembro1
- Rua Serpa Pinto3
- Travessa D. Pedro de Menezes
- Travessa da Trindade
- Travessa João de Deus

1Partilhada com a freguesia de Santa Justa.

2Partilhada/o com a freguesia da Encarnação.

3Partilhada/o com a freguesia de Mártires.

4Partilhada com a freguesia de São Nicolau.